# Maó
Maó (Maó katalanisch, Standard [məˈo], dialektal [mo]; kastilisch Mahón [maˈon]) ist der Hauptort und der Verwaltungssitz der spanischen Baleareninsel Menorca. Die Gemeinde Maó hat 30.419 Einwohner (Stand: 2024). Im Jahr 2006 betrug der Ausländeranteil 15,2 % (4243), der Anteil deutscher Einwohner 0,4 % (110).

## Geschichte
Gegründet wurde die Stadt durch die Karthager. Eine Legende besagt, dass General Mago Barkas, ein Bruder Hannibals, der Stadt den Namen gab. Nach dem Zerfall des Weströmischen Reichs war sie Teil des Byzantinischen Reichs, bis sie 903 vom Kalifat von Córdoba erobert wurde. Unter Alfons III. von Aragón wurde die Stadt zurückerobert und dem Königreich Mallorca zugeschlagen. 1533 überfiel Khair ad-Din Barbarossa die Stadt und machte 6.000 Gefangene, die er als Sklaven nach Algier brachte.
Mahón wurde 1708 von den Engländern erobert und war während der englischen Besatzungszeit Inselhauptstadt. Nach zwischenzeitlicher Zugehörigkeit zu Frankreich ging Menorca 1783 als Folge des Friedens von Paris an Spanien, war aber 1798–1802 und 1808–1814 nochmals britisch besetzt.
Während des Spanischen Bürgerkriegs hielt die Insel Menorca loyal zur Spanischen Republik, wurde aber 1939 von den Anhängern General Francos erobert und von italienischen und spanischen Nationalisten bombardiert.
| Jahr      | 1842   | 1877   | 1887   | 1900   | 1910   | 1920   | 1930   | 1940   | 1950   | 1960   | 1970   | 1981   | 1991   | 2001   | 2011   |
| --------- | ------ | ------ | ------ | ------ | ------ | ------ | ------ | ------ | ------ | ------ | ------ | ------ | ------ | ------ | ------ |
| Einwohner | 12.553 | 15.138 | 17.397 | 17.975 | 19.734 | 18.679 | 17.954 | 17.144 | 15.732 | 16.086 | 18.466 | 21.860 | 21.541 | 23.315 | 28.942 |

## Stadt
Die Architektur des Ortes wurde durch die Briten stark beeinflusst. Das Stadttor Portal de Sant Roc (erbaut um 1500) ist das einzig erhalten gebliebene Tor der mittelalterlichen Stadtmauer. In den verwinkelten engen Gassen von Maó finden sich interessante Kirchen und Museen neben Geschäften aller Art.
Vom Hauptplatz Plaça de Esplanada gelangt man durch die Fußgängerzone zum Fisch- und Gemüsemarkt unter dem alten Kreuzgang eines ehemaligen Klosters. Von dort hat man eine herrliche Aussicht auf den Hafen von Maó.

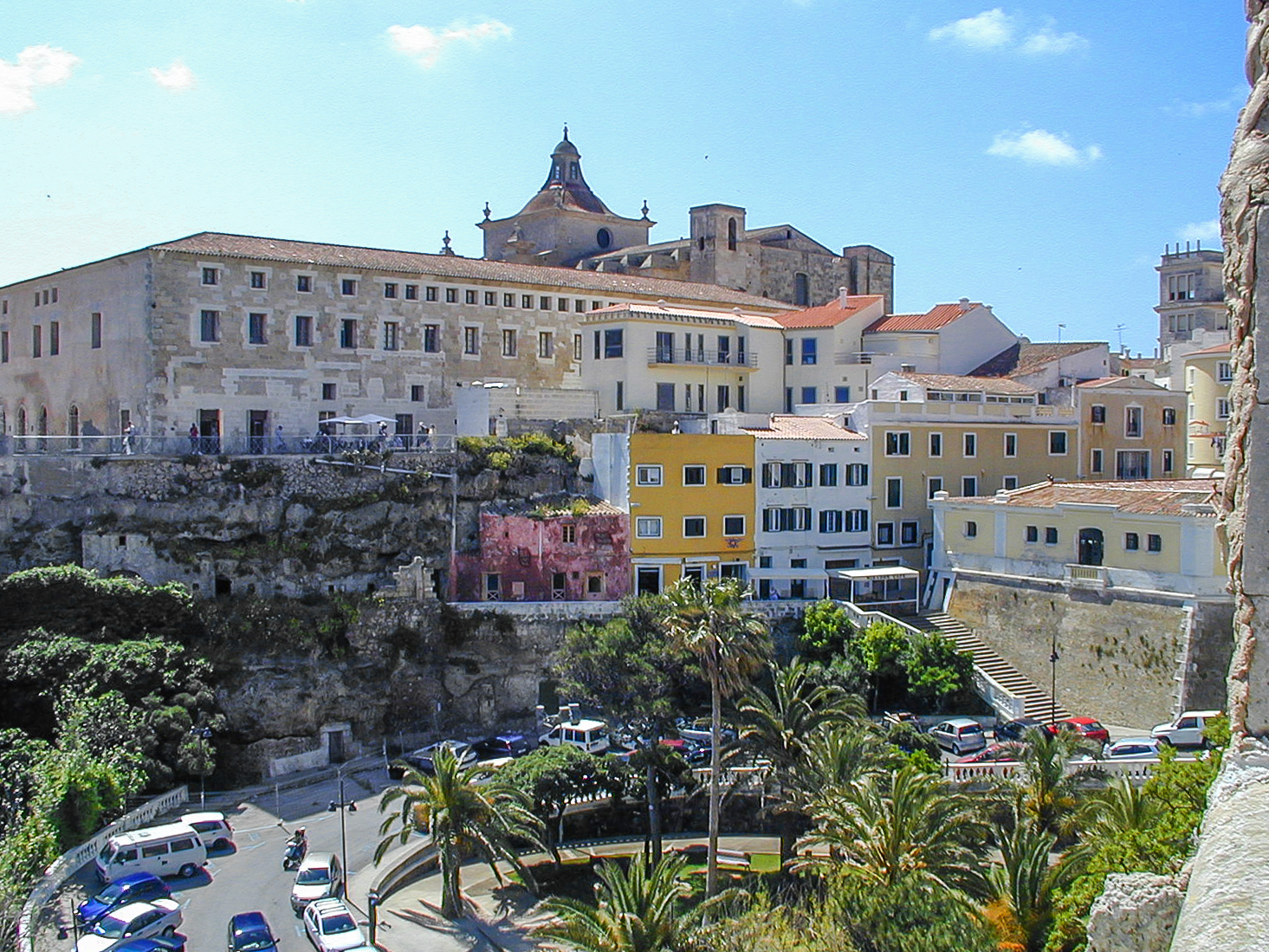
Altstadt von Maó
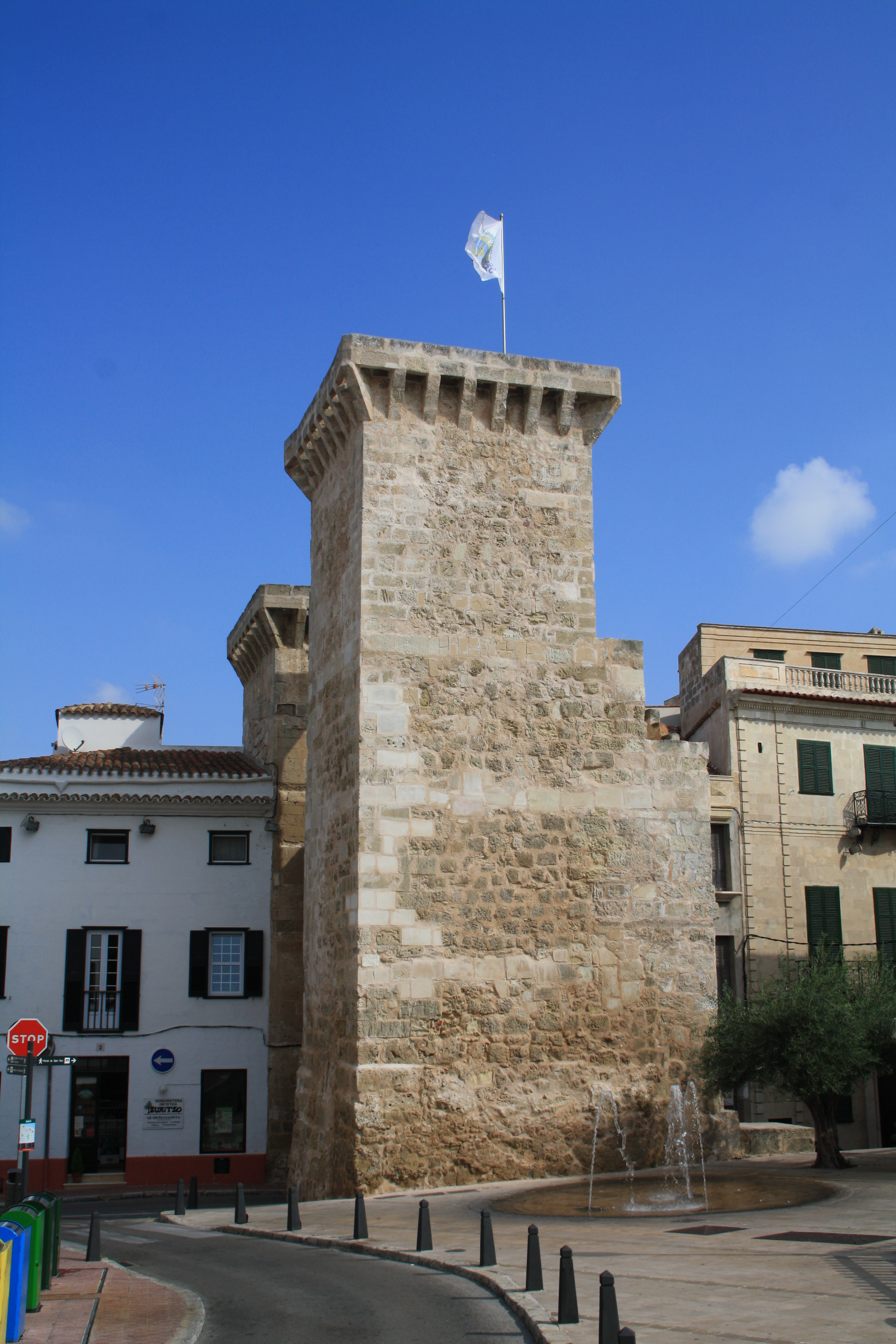
Portal de Sant Roc
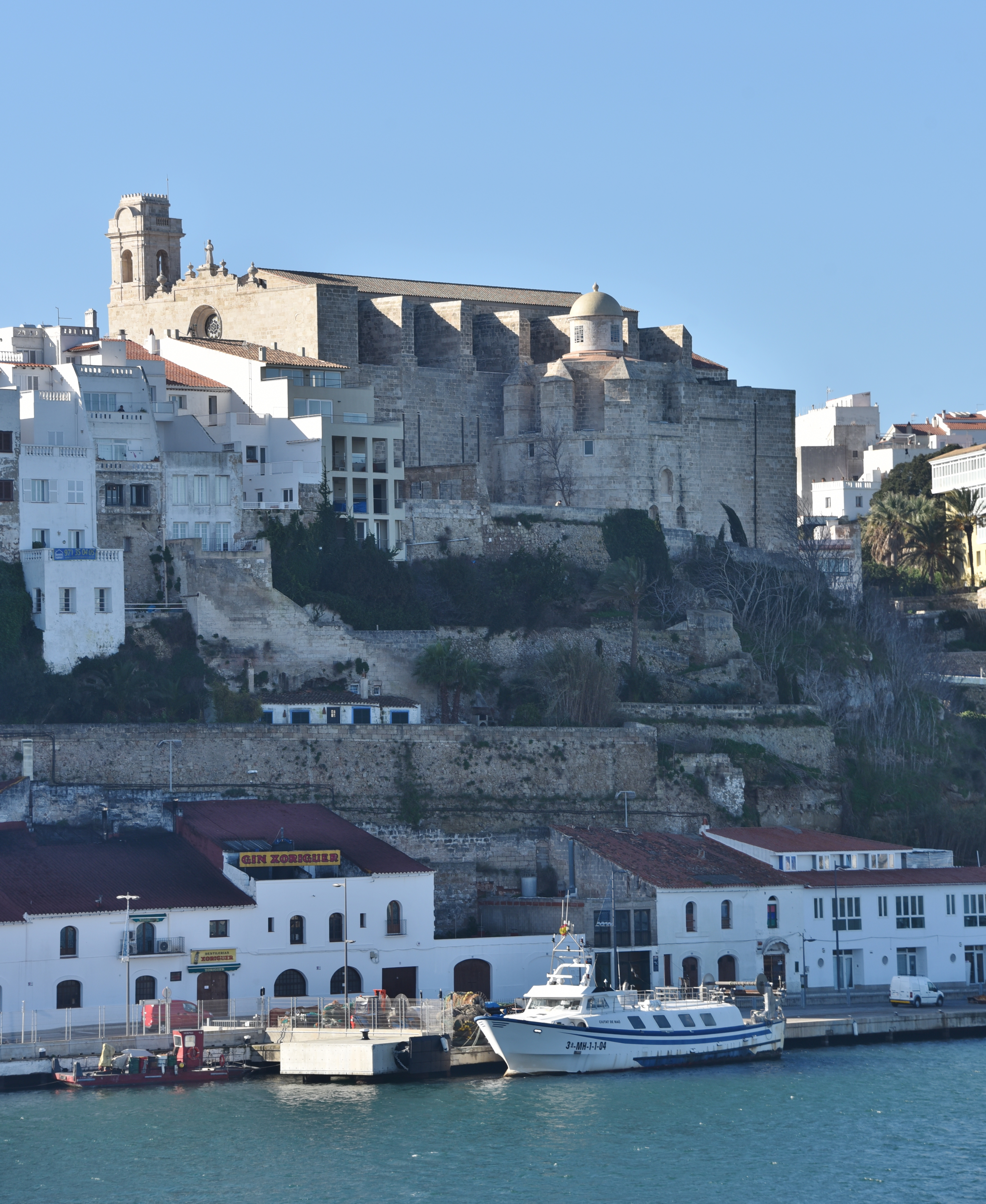
Esglesia de Sant Francesc d’Assis
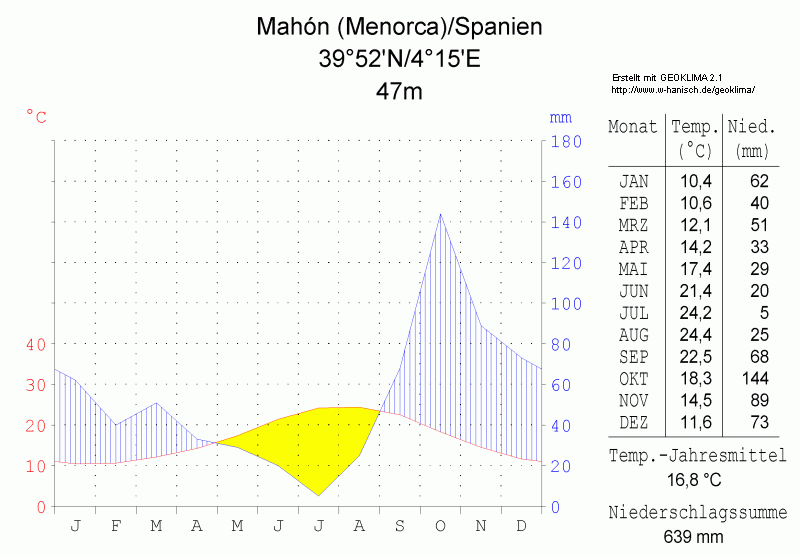
Klimadiagramm Maó

## Hafen

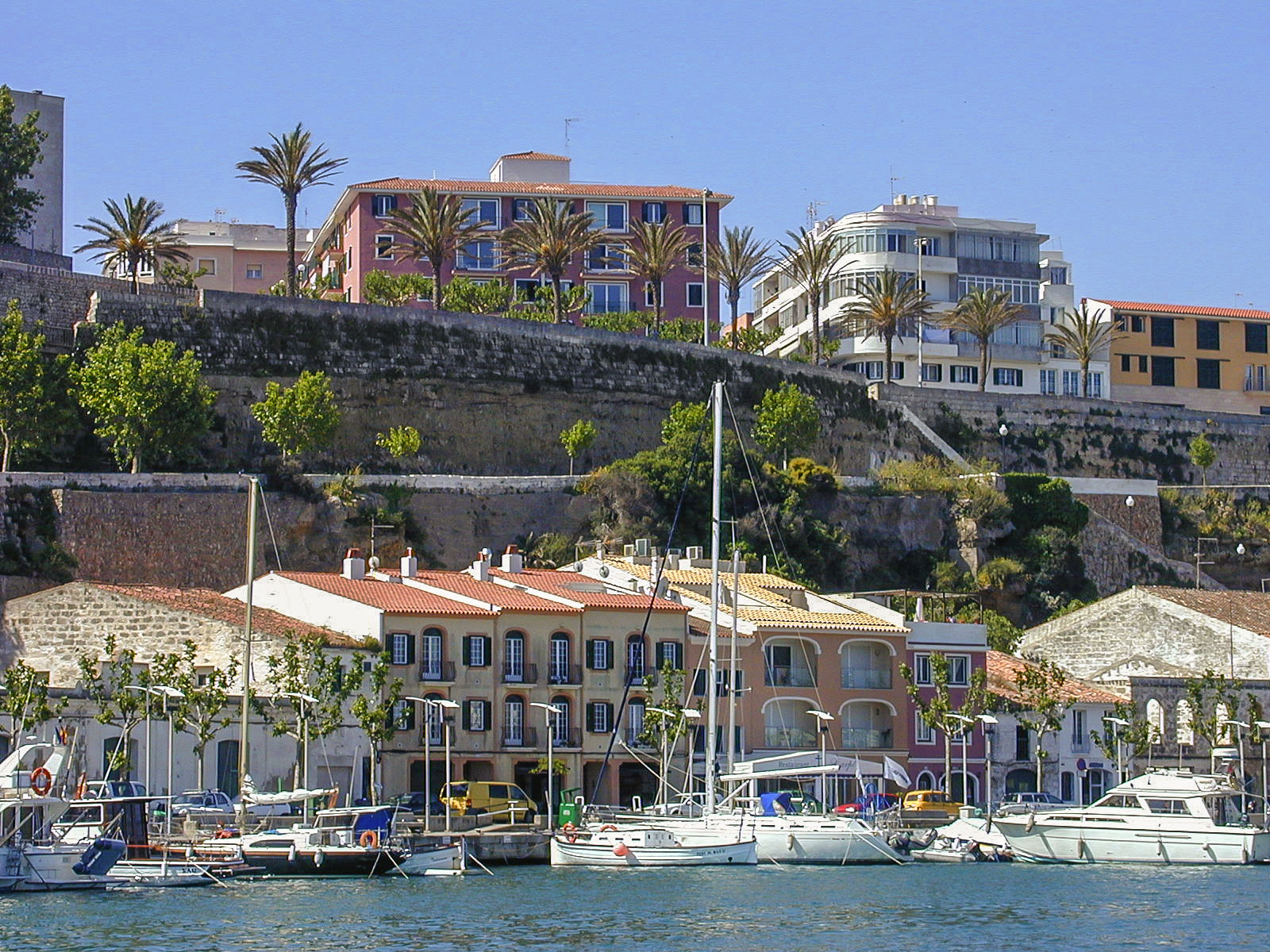
Hafen

Vom Genueser Großadmiral Andrea Doria stammt der Ausspruch, er kenne nur drei sichere Häfen im Mittelmeer: Juli, August und Mahón. Die fjordartige Bucht (Ria) mit einer Länge von 5,5 Kilometern und einer Breite von bis zu 1,2 Kilometern ist der größte Naturhafen im Mittelmeer und diente in allen Epochen den seefahrenden Nationen als sichere Basis ihrer Flotte. Heute ist er ein beliebtes Ziel für Yachten und Kreuzfahrer aus aller Welt.
Der Hafen besitzt vier Inseln:
- Illa Pinto – s’Arsenal
- Illa del Rei – die Königsinsel
- Illa Plana – Quarantäneinsel
- Illa des Llatzaret

## Festungen

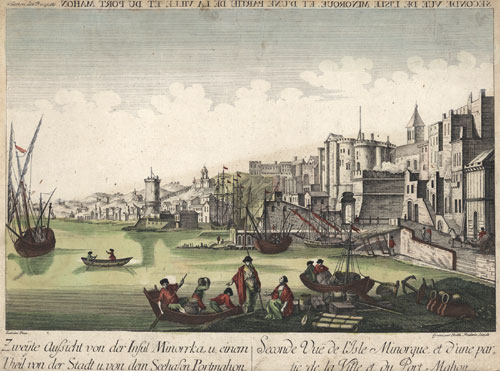
Zweyte Aussicht von der Insel Minorrka u. einem Theil von der Stadt u. von dem Seehafen Portmahon (um 1770)

- Sant Felip – schützende Burg an der Hafeneinfahrt aus dem 16. Jahrhundert
- La Mola – die Festung heißt auch Isabella II., da sie unter der Herrschaft dieser Königin gebaut wurde. Die Bauzeit war von 1850 bis 1875. La Mola wurde während der Spanischen Diktatur (1939–1975) als Gefangenenlager für Widerstandskämpfer und Kritiker General Francos missbraucht. Tausende Gefangene wurden dort gefoltert und ermordet.

## Museen
Im Museu de Menorca sind u. a. archäologische Funde der Bronzezeit aus der Naveta d’Es Tudons und aus der talayotischen Siedlung Trepucó ausgestellt.

## Städtepartnerschaft
Partnerstadt von Maó ist Cervia in der italienischen Region Emilia-Romagna.

## Söhne und Töchter der Stadt
- Mathieu Orfila (1787–1853), Chemiker
- Francesc Hernández i Sanz (1863–1949), Historiker und Bibliothekar
- Antonio Vela (1872–1950), Ruderer
- Francesc de Borja Moll i Casasnovas (1903–1991), menorquinischer Sprachwissenschaftler und Autor
- Maria Lluïsa Serra Belabre (1911–1967), Bibliothekarin, Historikerin und Archäologin
- Gerardo Villalonga Hellín (* 1958), römisch-katholischer Geistlicher, Bischof von Menorca
- Sergio Llull (* 1987), Basketballspieler
- Marco Mezquida (* 1987), Jazzmusiker
- Joan Cardona Méndez (* 1998), Segler

## Sonstiges
Der Name der Sauce Mayonnaise ist vermutlich von Mahón, dem spanischen Namen der Stadt, abgeleitet. Die Entstehungsgeschichte der Mayonnaise ist nicht völlig geklärt. Am 28. Juni 1756 wurde der Hafen Mahón auf der spanischen Insel Menorca vom französischen Herzog von Richelieu erobert. Nach der geläufigsten Version soll zu Ehren des Eroberers anlässlich eines Festes die Mahonnese kreiert worden sein. Zumindest beanspruchen die Bewohner Menorcas die Erfindung der Mahonesa für sich. Eine andere Variante lautet, dass die Mahonnese während der Belagerung aus der Not heraus entstanden ist. Eine kalt gerührte Sauce war damals etwas Neues in der französischen Küche. Von Frankreich aus wurde die Mayonnaise in viele Länder weltweit verbreitet. Die meisten Restaurants Mahóns bieten traditionell selbstgemachte Mayonnaise an.